# 法加利機場
法加利機場（英語：Fagali'i Airport）是一座位於薩摩亞法加利已停用的機場，以前其主要民航業務為往返美屬薩摩亞的航線。

## 停用前的航空公司與目的地
| 航空公司       | 目的地   |
| -------------- | -------- |
| 玻里尼西亞航空 | 帕果帕果 |